# پادشاهی ناک‌رانگ
پادشاهی ناک‌رانگ (کره‌ای: 낙랑국; هانجا: 樂浪國) یک پادشاهی واقع‌شده در بخش شمال غربی شبه‌جزیره کره بر اساس سامگوک ساگی است. بااینحال، استقلال این پادشاهی مورد بحث است. طبق گزارش اسناد کره ای باستانی سامگوک ساگی، پادشاه ناک‌رانگ به نام چوی ری (کره‌ای: 최리; هانجا: 崔理) با شاهزاده هودونگ از گوگوریو ملاقات کرد و به او اجازه داد با دخترش، شاهدخت ناک‌رانگ ازدواج کند. هنگامی که شاهزاده هودونگ از شاهدخت ناک‌رانگ درخواست کرد طبل‌ها و شیپورهای موجود در اسلحه‌خانه ناک‌رانگ را بشکند تا نگهبانان پادشاهی نتوانند حملهٔ گوگوریو را هشدار دهند، شاهدخت دستورهای هودونگ را دنبال کرد که منجر به فتح ناک‌رانگ توسط گوگوریو شد.